# استراتيجية الجيش الروماني
تشمل استراتيجية الجيش الروماني استراتيجيته الكبرى (الترتيبات التي أجرتها الدولة لتحقيق أهدافها السياسية عبر مجموعة مختارة من الأهداف العسكرية، وعملية دبلوماسية يدعمها التهديد بعمل عسكري، وتكريس جزء من إنتاجها ومواردها للجيش)، والاستراتيجية التنفيذية (التنسيق والتأليف بين قوات الجيش وتكتيكاتها لتحقيق استراتيجية شاملة)، وعلى نطاق أضيق، تكتيكاتها العسكرية (أساليب الاشتباك العسكري من أجل هزيمة العدو). إذا ما أُضيفت درجة رابعة من «الاشتباك»، فيمكن رؤية الكل سلّمًا، حيث يمثل كل مستوى من الأسفل إلى الأعلى تركيزًا متناقصًا على الاشتباك العسكري. في حين أن أنقى أشكال التكتيكات أو الاشتباك هو تلك الحرة من الحتمية السياسية، فإن أنقى أشكال السياسة السياسية لا ينطوي على اشتباك عسكري. الاستراتيجية بكليتها هي الاتصال بين السياسة السياسية واستخدام القوة لتحقيقها. 

## الاستراتيجية الكبرى
تتعامل الاستراتيجية، بأوضح صورها، مع القضايا العسكرية فقط: يجري التعرف إما على تهديد أو فرصة، ويُجرى تقييم، وتُحاك حيلة عسكرية لمواجهتها. مع ذلك، كما صرح كلاوزفيتز: قد تكون الاستراتيجية العسكرية الناجحة وسيلة لتحقيق غاية، لكنها ليست غاية بحد ذاتها. عندما يكون للدولة هدف سياسي طويل الأمد تطبق من أجله أساليبًا عسكرية وتكرس له وموارد الدولة، يُمكن القول إن لدى الدولة استراتيجية كبرى. إلى حد ما، لدى كل الدول استراتيجية كبرى إلى درجة معينة حتى إن كانت تقرر ببساطة أي القوات يجب تنشئتها تنشئة عسكرية، أو كيفية تسليحها. بينما كانت روما القديمة تنشئ الجنود وتسلحهم، كانت تميل إلى تنشئتهم سنويًا استجابة للمطالب المحددة للدولة في ذلك العام. إن سياسة تفاعلية كهذه، رغم أنها قد تكون أكثر كفاءة من إبقاء جيش دائم، لا تشير إلى الروابط الوثيقة بين الأهداف السياسية طويلة المدى والتنظيم العسكري الذي تتطلبه الاستراتيجية الكبرى.
ظهرت الدلالات الأولى على استراتيجية كبرى رومانية في إبان الحروب البونيقية ضد قرطاج، التي تمكنت روما فيها من التأثير على مسار الحرب عبر اختيار تجاهل جيوش حنبعل التي كانت تهدد موطنها وغزو إفريقيا بدلًا عن ذلك من أجل فرض المسرح الأساسي للحرب.
في الإمبراطورية، مع تزايد الحاجة إلى الجيش المحترف وحجمه، نشأت إمكانية لتوسيع مفهوم الاستراتيجية الكبرى لتشمل إدارة موارد الدولة الرومانية بأكملها في إدارة الحرب: مُنح اعتبار كبير في الإمبراطورية للدبلوماسية واستخدام الجيش لتحقيق أهداف سياسية، عبر الحرب وباعتباره وازعًا أيضًا. خُفضت مساهمة قوة الجيش الفعلية (لا المحتملة) في الاستراتيجية خفضًا كبيرًا إلى الاستراتيجية التنفيذية، أي تخطيط وحدات الجيش الكبيرة والتحكم بها. ضمت سياسة روما الكبرى الدبلوماسية التي يمكن من خلالها لروما تشكيل تحالفات أو الضغط على أمة أخرى لتذعن لها، بالإضافة إلى إدارة سلام ما بعد الحرب.

## الاستراتيجية التنفيذية
كتب فيجيتيوس مرة: «يجب أخذ كل خطة... في الاعتبار، وتجربة كل ذريعة واتباع كل أسلوب قبل أن تبلغ الأمور هذا المنتهى القاسي [الاشتباكات العامة]... يرفض الضباط الجيدون الاشتباكات العامة عندما تكون الفرص رائعة جدًا، ويفضلون توظيف الحيلة والبراعة لتدمير العدو بقدر الإمكان... من دون تعريض قواتهم». مع ذلك، كان فيجيتيوس يكتب في وقت متأخر من القرن الرابع الميلادي، في السنوات الأخيرة للإمبراطورية. في خلال هذه الفترة، وفي جزء كبير من الإمبراطورية، يمكن القول إن الرومان كانوا يتبعون استراتيجية كبرى تستدعي اشتباكًا تنفيذيًا مباشرًا محدودًا. مع ذلك، أظهرت روما في وقت مبكر من تاريخها في الجمهورية وفي بداية الإمبراطورية القليل من التردد في الانخراط في اشتباك عسكري مباشر، ومتابعة العمليات الهجومية ضد العديد من الأعداء.